# Heliodoro Peñasco Pardo
Heliodoro Peñasco Pardo (Aldea del Rey, provincia de Ciudad Real, 1870 – Argamasilla de Calatrava, 24 de marzo de 1913) fue un político, abogado, periodista y escritor español.

## Biografía
Nace en el seno de una familia muy humilde siendo el mayor de seis hermanos. Su padre, primero zapatero y después guarda de campo, se empeñó especialmente en que sus hijos acudieran a la escuela y recibieran formación. Heliodoro mostró de manera muy prematura su valía para los estudios y con apenas diez años ya enseñaba a leer y a escribir a los jornaleros aldeanos. Su destreza y sus méritos le sirvieron para obtener un puesto de trabajo como escribiente en el ayuntamiento de Aldea del Rey y, muy poco después, comenzó su labor periodística en una publicación ciudadrealeña, El Independiente, editada hasta 1887 y con un carácter liberal. Convertido en redactor jefe del mismo semanario, que pasó a llamarse La Provincia, continuó ejercitando su pluma hasta que se marchó a Madrid en 1889.
Durante su dura estancia en la capital, Peñasco consiguió ver publicados algunos de sus trabajos literarios en la prensa madrileña mientras acudía a la universidad como oyente por falta de medios económicos para matricularse. Sus penurias concluyeron temporalmente cuando Castelar le proporcionó un destino en el Ministerio de Ultramar, conmovido por unos versos publicados por este en su honor. Un cambio de ministro supuso su destitución.
De regreso a Aldea del Rey, y gracias a los apoyos de Pacini, su antiguo mentor y secretario del ayuntamiento, consigue el puesto de secretario del ayuntamiento de Mestanza, otro municipio de la provincia de Ciudad Real ubicado en el valle de Alcudia, donde conoció a su futura esposa, Ramona Rodríguez Herráez. El mismo puesto lo desempeñó en Solana del Pino mientras seguía cursando con dificultades sus estudios de Derecho por la Universidad de Granada, que le suponían costosas estancias sufragadas por amigos y allegados. Finalmente, y pese a la escasez de sus recursos, concluyó la carrera con brillantes resultados. En 1897 queda vacante el puesto de la secretaría de Argamasilla de Calatrava y Heliodoro acepta la invitación de José Rosales, cacique del municipio.
Desde 1907 Peñasco comienza a destacarse por su ideario político como republicano radical, claramente constatable en sus propios escritos. Identificado con las consignas de Lerroux, Heliodoro emite un discurso anticlerical, republicano y regeneracionista, partidario de una escuela laica como herramienta principal para la modernización de España y para la superación de las diferencias sociales.
Como firme defensor de los obreros, abogaba por la intervención correctiva del Estado en materia social sin que esto implicara transformaciones revolucionarias. Con una retórica cercana y directa y a través de un activismo militante, abrirá un centro radical en Argamasilla y se lanzará a la difusión propagandística.
Partícipe de numerosas publicaciones en la prensa, organizará cuantiosos actos festivos y culturales e incluso ofrecerá sus servicios como jurista de manera gratuita para defender a los obreros de Puertollano, siguiendo el modelo de actuación del partido radical en Barcelona.
Su trabajo comienza a granjearle muy buenas relaciones con los principales dirigentes radicales, incluido el propio Lerroux pero al mismo tiempo se fue ganando el recelo y la enemistad de la casa Rosales para la que trabajaba. Las tensiones fueron en aumento y las aspiraciones políticas de Peñasco, por un lado, y la rivalidad profesional con Juan Rosales, también letrado e hijo primogénito de José Rosales, motivaron su cese como secretario el 11 de abril de 1911. Frente a la persecución de las redes caciquiles, los apoyos de los obreros de Almadén y Puertollano cobijaron a Peñasco, encumbrándole a diputado provincial pero, antes de que pudiese presentarse a las elecciones, augurando el derrumbamiento definitivo del caciquismo en la región, fue asesinado.

## El asesinato
El diario republicano El Radical refirió detalladamente y en amplias informaciones los primeros acontecimientos. Peñasco, jefe de los radicales de Almadén-Almodóvar, llevaba mucho tiempo recibiendo amenazas anónimas de muerte por haber creado en Argamasilla un potente Partido Radical que derrotó a Rosales en las últimas elecciones municipales. El órgano de prensa de los radicales no dudó ni un solo instante y acusó al caciquismo monárquico de comprar un brazo ejecutor.
Heliodoro marchaba desde Argamasilla de Calatrava a Almodóvar para intervenir jurídicamente en las últimas arbitrariedades de una monterilla y fue a su regreso a caballo, por la noche, cuando recibió la muerte a unos quinientos metros de la entrada de Argamasilla, herido de bala en la cabeza y por la espalda. Los diputados radicales, Salillas y Álvaro de Albornoz, visitaron con premura al Ministro de Gracia y Justicia para evitar que las autoridades locales se ocuparan de la depuración de los hechos.
El juez de Instrucción de Almodóvar del Campo, a cuyo partido judicial pertenecía Argamasilla, estuvo allí al día siguiente del crimen pero los correligionarios de Peñasco solicitaron el nombramiento de un juez especial.
El 29 de marzo de 1913, cinco días después del asesinato, Cándido Pérez apodado "Pernales" ingresa en la cárcel de Almodóvar del Campo mediante auto de procesamiento. El detenido declaró su intervención en el asesinato y acusó a un cómplice, Francisco Sánchez "el Curita", capturado rápidamente por la Guardia Civil. El coautor material del asesinato, un criminal rústico, confiesa haber cometido el delito movido por quince mil pesetas e inducido por uno de los hijos del cacique, José Antonio Rosales.
Esclarecidos los hechos, no obstante, la policía no recibió órdenes para detener a José Antonio Rosales y el juzgado de Almodóvar no comunicó al Gobierno el auto de procesamiento y prisión.
La movilización del Partido Radical en su conjunto contribuye a que la Guardia Civil detenga a Rosales en la estación de Puertollano, acusado de inductor. Recluido en la cárcel de Almodóvar, pronto recibió la ayuda de su hermano Juan Rosales, que intentó defender su inocencia en un artículo de El País acusando a Peñasco y a los radicales de distracción de fondos, de protagonizar y fomentar actos de violencia desde La Voz del Pueblo e incluso de participación en un atentado terrorista en la cuenca minera de Puertollano contra el empresario Renato Lafleur.
El diputado radical, Álvaro de Albornoz, nombrado acusador privado por la viuda de Peñasco, se traslada a Almodóvar para solicitar la vista del sumario y cooperar con la acción de la justicia. Por su parte, Juan Rosales, hermano del procesado, es recibido por el juez para tratar asuntos del sumario e intenta entregarle una carta de Melquíades Álvarez que contenía ciertas presiones que atentaban contra la independencia del funcionario judicial según Pedro Torres, biógrafo de Peñasco y principal fuente con la que contamos para la recreación de los hechos. Finalmente, el 3 de mayo de 1913 “El curita” solicita al presidente de la Audiencia de Ciudad Real la rectificación de sus declaraciones prestadas en sumario poco antes de fallecer en prisión, exculpando a José Antonio Rosales. La viuda de Peñasco, alarmada, acude a Madrid a solicitar justicia a los poderes públicos, concretamente al Fiscal del Tribunal Supremo y al Ministro de Gracia y Justicia por mediación de Lerroux pero sus esfuerzos no evitaron la excarcelación y puesta en libertad de José Antonio Rosales. Tan sólo Cándido Pérez "Pernales" fue condenado a 17 años de prisión.

## Repercusión
El mismo año del asesinato, el periodista radical Pedro Torres Alcázar publicó en Madrid un libro de gran éxito en su momento: Del caciquismo trágico. Historia de infamias. Asesinato del abogado de Argamasilla de Calatrava Don Heliodoro Peñasco y Pardo. La obra se divide en dos partes diferenciadas, siendo la primera una biografía y una compilación de crónicas periodísticas a lo largo de 1913 sobre el asesinato de Peñasco en dos periódicos radicales de Madrid (El Radical y El País). En una segunda parte se recogen textos literarios y políticos de Heliodoro, tanto de juventud como de madurez. La intención de Torres fue contrarrestar las opiniones favorables a los Rosales vertidas en diversos medios conservadores antes del juicio.
En palabras del historiador Ángel Ramón del Valle Calzado, autor del preámbulo de la reedición de 2010 con la colaboración de la Diputación de Ciudad Real, las informaciones periodísticas no se corresponden siempre con la cruda realidad pero este libro se presenta como una aportación fundamental para conocer la personalidad de un hombre asesinado por sus ideas y para entender la naturaleza de un régimen político basado en el caciquismo y en la perversión de los propios principios del liberalismo.
Desde 1931 Heliodoro Peñasco es titular de una calle en Argamasilla de Calatrava, municipio que revivió su figura y su significado en el centenario de su asesinato con diversos actos conmemorativos. Asimismo, entregó su nombre a una plaza en Mestanza.